# Carl Theodor Dreyer
Carl Theodor Dreyer (AFI: [ˈkʰɑˀl ˈtsʰe̝ːotɒ ˈtʁɑjˀɐ]; Copenaghen, 3 febbraio 1889 – Copenaghen, 20 marzo 1968) è stato un regista, sceneggiatore, montatore, critico cinematografico e giornalista danese, considerato tra i massimi esponenti della cinematografia mondiale.
La storiografia e la critica cinematografiche riconoscono oggi in Carl Theodor Dreyer uno dei maggiori registi di lungometraggi muti e sonori, ineguagliato maestro di stile e autore di “alcuni dei film più rigorosi della storia del cinema”. Lontano dal ricorrere ai facili formalismi, Dreyer descrisse con uno stile ascetico e accuratissimo e con una notevole forza espressiva la complessità morale dell’uomo, sondando le profondità spirituali della fede, dell’amore e della morte.
Dreyer rifiutò sempre ogni genere di compromesso commerciale e la sua non molto ampia opera cinematografica ebbe scarso successo tra il pubblico, mentre diversi registi, soprattutto tra quelli della generazione successiva alla sua, influenzati e ispirati dal suo stile, videro in lui un maestro.

## Biografia
Dreyer nacque a Copenaghen, in Danimarca, il 3 febbraio del 1889, figlio illegittimo di Jens Christian Torp, un contadino danese, e di Josefine Bernhardine Nilsson, una governante svedese originaria della Scania, che lo diede in adozione alla famiglia Dreyer, rigidi luterani, che con i loro severi insegnamenti influenzarono i temi di parecchi suoi film. Qualche tempo dopo la sua nascita, la madre biologica rimase incinta nuovamente, ma morì nel tentativo di abortire.
Da giovane lavorò come giornalista, e probabilmente trovò la sua vocazione per il cinema scrivendo sottotitoli per i film muti e, in seguito, sceneggiature. Il suo debutto come regista, Il presidente, ebbe un successo limitato. La fama arrivò grazie al film Il padrone di casa, anche noto come L'angelo del focolare (1925). Il successo in patria divenne trionfo in Francia, dove la Société Genérale des Films gli affidò la realizzazione di un lungometraggio sulla loro eroina nazionale: Giovanna d'Arco.
Il film La passione di Giovanna d'Arco, a cui lavorò anche sul montaggio, uscì nelle sale nel 1928, e fu il suo primo grande classico. Con l'aiuto di Michel Champion scrisse la sceneggiatura, che nasceva da studi diretti sulle trascrizioni originali del processo. Dreyer creò in questo modo un capolavoro di emozione che si divide equamente tra realismo e espressionismo.
Il film successivo fu Vampyr - Il vampiro (1932), una meditazione surreale sulla paura. La logica cede il passo alle emozioni e all'atmosfera in questa storia dove un uomo protegge due sorelle da un vampiro. Il film contiene molte immagini indelebili come l'eroe che sogna la propria sepoltura e lo sguardo d'un animale assetato di sangue che si disegna sul volto di una delle sorelle, mentre si trova rapita dall'incantesimo del vampiro. È il primo film sonoro di Dreyer, sebbene i dialoghi siano molto limitati.
Entrambi i film non ebbero successo ai botteghini e Dreyer non girò altri film fino al 1943, anno in cui realizzò Dies irae, un film sull'ipocrisia di chi aveva condannato le streghe. Con questo film Dreyer stabilì lo stile che avrebbe contraddistinto i suoi film sonori: composizioni accurate, cruda fotografia in bianco e nero e riprese molto lunghe.
Nel 1955 girò Ordet, tratto dall'omonima opera teatrale di Kaj Munk. Sullo sfondo di una società che ha un rapporto controverso con la religione, Dreyer volle esaltare la fede dei semplici. Il film gli valse il Leone d'oro alla Mostra internazionale d'arte cinematografica di Venezia nel 1955.
L'ultimo film di Dreyer fu Gertrud (1964). Accolto dalla critica in maniera discorde (seppure Jean-Luc Godard scrisse: "Ricorda in follia e in bellezza le ultime opere di Beethoven"), suona come un testamento artistico dell'autore in quanto egli narra di una donna che, attraverso gli alti e bassi della sua vita, non biasima mai le scelte fatte.
Il documentario Carl Th. Dreyer: Min Métier (1995) contiene ricordi di coloro che lo hanno conosciuto a fondo.

## Filmografia

### Regista
- Il presidente (Præsidenten) (1919)
- La vedova del pastore (Prästänkan) (1920)
- Pagine dal libro di Satana (Blade af Satans bog) (1920)
- Gli stigmatizzati (Die Gezeichneten) (1922)
- C'era una volta (Der Var Engang) (1922)
- Desiderio del cuore (Mikaël) (1924)
- Il padrone di casa (Du skal ære din hustru) (1925) - anche noto come L'angelo del focolare
- La fidanzata di Glomdal (Glomdalsbruden) (1925)
- La passione di Giovanna d'Arco (La Passion de Jeanne d'Arc) (1928)
- Vampyr - Il vampiro (Vampyr - Der Traum des Allan Grey) (1932)
- Jungla Nera (L'esclave blanc) (1936) - non accreditato
- Mødrehjælpen (1942)
- Dies irae (Vredens Dag) (1943)
- Due esseri (Två människor) (1945)
- L'acqua nella campagna (Vandet på landet) (1946)
- Kampen mod kræften (1947)
- Landsbykirken (1947)
- Raggiunsero il traghetto (De nåede färgen) (1948)
- Thorvaldsen (1949)
- Il ponte di Storstrom (Storstrømsbroen) (1950)
- Un castello in un castello (Et Slot i et Slot) (1954)
- Ordet - La parola (1955)
- Gertrud (1964)

### Sceneggiatore
- Bryggerens datter (1912)
- Hans og Grethe (1913)
- Balloneksplosionen (1913)
- Krigskorrespondenter (1913)
- Chatollets hemmelighed (1913)
- Ned med Vaabnene! (1914)
- Juvelerernes skraek (1915)
- Penge (1915)
- Den hvide djævel (1916)
- Den skønne Evelyn (1916)
- Rovedderkoppen (1916)
- En forbryders liv og levned (1916)
- Guldets gift (1916)
- Pavillonens hemmelighed (1916)
- Den Mystiske selskabsdame (1917)
- Hans rigtige kone (1917)
- Fange no. 113 (1917)
- Hotel Paradis (1917)
- Lydia (1918)
- Glaedens dag (1918)
- Il presidente (Præsidenten) (1919)
- Gillekop (1919)
- Grevindens ære (1919)
- La vedova del pastore (Prästänkan) (1920)
- Pagine dal libro di Satana (Blade af Satans bog) (1921)
- Gli stigmatizzati (Die Gezeichneten) (1921)
- C'era una volta (Der Var Engang) (1922)
- Desiderio del cuore (Mikaël) (1924)
- Il padrone di casa (Du skal ære din hustru) (1925) - anche noto come L'angelo del focolare
- La fidanzata di Glomdal (Glomdalsbruden) (1925)
- La passione di Giovanna d'Arco (La Passion de Jeanne d'Arc) (1928)
- Vampyr - Il vampiro (Vampyr - Der Traum des Allan Grey) (1932)
- Mødrehjælpen (1942)
- Dies irae (Vredens Dag) (1943)
- Due esseri (Två människor) (1945)
- L'acqua nella campagna (Vandet på landet) (1946)
- Kampen mod kræften (1947)
- De gamle (1947)
- Landsbykirken (1947)
- Raggiunsero il traghetto (De nåede färgen) (1948)
- Thorvaldsen (1949)
- Il ponte di Storstrom (Storstrømsbroen) (1950)
- Shakespeare og Kronborg (1950)
- Rønnes og Nexøs genopbygning (1954)
- Un castello in un castello (Et Slot i et Slot) (1954)
- Ordet - La parola (1955)
- Noget om Norden (1956)
- Gertrud (1964)

## Opere
- Carl Theodor Dreyer, Gesù. Racconto di un film, Einaudi, Torino, 1969
- Carl Theodor Dreyer, Gesù il film di una vita, Iperborea, 2023